# ГЕС Lauca
ГЕС Lauca – гідроелектростанція у центральній частині Анголи, за 220 км на південний схід від її столиці Луанди. Знаходячись між ГЕС Капанда (вище по течії) та ГЕС Камбамбе, входить до складу каскаду на річці Кванза, котра на цій ділянці тече у широтному напрямку та впадає у Атлантичний океан південніше столиці. Після введення в дію всіх гідроагрегатів стане найпотужнішою електростанцією країни.
В межах проекту річку перекрили гравітаційною греблею із ущільненого котком бетону висотою 132 метри та довжиною 1100 метрів, на спорудження якої пішло 2,8 млн м3 матеріалу. На час спорудження течію річки спрямовували через два допоміжні тунелі довжиною 0,55 та 0,45 км. 
Від сховища до машинного залу через правобережний масив прямують шість дериваційних тунелів з перетином по 104 м2 та довжиною по 2 км. Сам зал споруджений у підземному виконанні та має розміри 277х22 метри при висоті у 52 метри. Він обладнаний шістьма турбінами типу Френсіс потужністю по 333 МВт, які працюють при напорі у 234 метри. Крім того, у лівій частині греблі обладнано другий машинний зал, призначений для підтримки природної течії річки. Він містить одну турбіну того ж типу потужністю 67 МВт, яка працює при напорі у 133 метри.
Спорудження станції почалось у 2013-му, а в липні 2017-го став до ладу перший гідроагрегат.
Вартість проекту, генеральним підрядником якого виступила бразильська компанія Odebrecht, а постачальником основного обладнання стала австрійська Andritz, становить біля 4,5 млрд доларів США.